# Kirsopp Lake

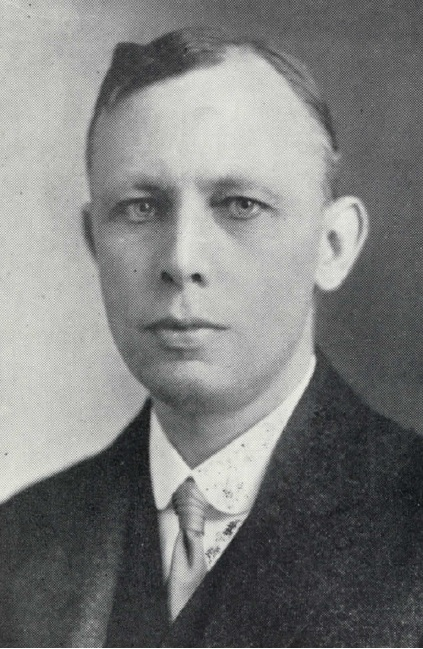
Kirsopp Lake

Kirsopp Lake (* 7. April 1872 in Southampton, England; † 10. November 1946 in South Pasadena) war ein englischer anglikanischer Geistlicher und Theologe.
Lake war ein Neutestamentler und Winn Professor für Kirchengeschichte an der Harvard Divinity School. Er hatte ein ungewöhnlich breites Spektrum von Interessen und publizierte bahnbrechende Monographien zur neutestamentlichen Textkritik, zur griechischen Paläographie, zu Theologie und Archäologie. Im englischen Sprachraum ist er besonders bekannt durch sein fünfbändiges Werk The Beginnings of Christianity, einen ausführlichen Kommentar über die Apostelgeschichte und das frühe Christentum, den er zusammen mit F. J. Foakes-Jackson (1855–1941) entwarf und herausbrachte.

## Kindheit und Jugend
Kirsopp Lake wurde als älteres von zwei überlebenden Kindern von George Anthony Kirsopp Lake, einem Arzt, and Isabel Oke Clark geboren. Sein Vater hatte schottische Wurzeln und Kirsopp war der Familienname der Großmutter väterlicherseits. Er ging zur St Paul’s School in London und ging dann an das Lincoln College in Oxford, wo er sich 1891 immatrikulierte. Er begann als Exhibitioner und war Scholar der Skinners Company 1893 und schloss 1895 ab mit B.A. second class, der zweitbesten Note in Theologie. Er besuchte auch das Cuddesdon Theological College 1895. Ursprünglich wollte er Vorlesungen über Rechtswissenschaften halten und eine Karriere in der Politik verfolgen. Jedoch machte er nach einer Grippeinfektion zu früh Übungen, die sein Herz angriffen und seine Ärzte erklärten ihm, dass Jura und Politik nicht mehr in Frage kommen. Nach den Angaben seines Sohns hatte er eine zerbrechliche Konstitution und die Kirche schien ihm eine Möglichkeit zu eröffnen ein Leben zu führen, das gemäß seinen Neigungen einen gewissen Einfluss auf die Öffentlichkeit hat.

## Kurat in England

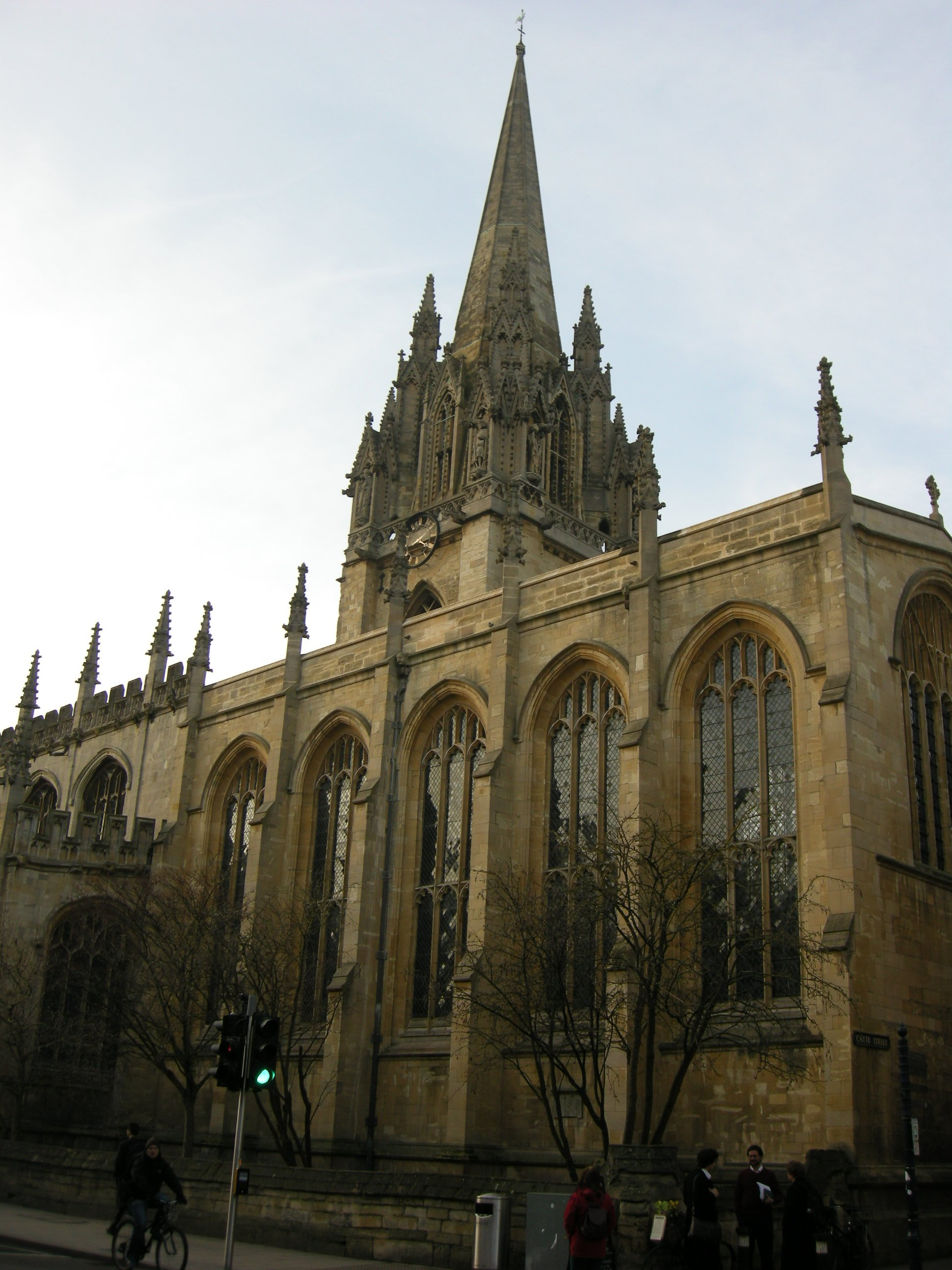
St. Mary the Virgin in Oxford, wo Lake von 1897 bis 1904 Kurat war.

Nach seiner Graduierung wurde Lake 1895 ordinierter Diakon der Church of England und war Kurat, eine Art Hilfspfarrer, in Lumley, Durham, in Nordengland, wo er für die Gruben- und Minenarbeiter predigte. „Ich glaube nicht, dass die Theologie eine große Rolle in seinen Predigten gespielt hat“ erinnert sich sein Sohn, „aber er führte den Mikado auf und er erzählte immer die Geschichte des muskulösen Grubenarbeiters, der ihn vor dem Angriff eines betrunkenen Bauarbeiters aus dem Nachbarort rettete und der die Situation so kommentierte: 'Mon, he’s no much to look at, but has he no a bonny tongue?!'“ (Mann, an dem ist nicht viel dran, aber er hat eine mächtige Zunge). Nach einem Dienstjahr wurde er 1896 ordinierter Priester, aber er hatte weiterhin Herzprobleme und entschied sich zum weniger harten Klima weiter im Süden nach Oxford zurückzukehren, um seine Gesundheit zu unterstützen.
Er erlangte den M.A. 1897 und seit diesem Jahr war er bis 1904 Kurat an St. Mary the Virgin in Oxford, in einer viel akademischeren Umgebung. In diesen Jahren nahm er eine Arbeit an, um über die Runden zu kommen, indem er die griechischen Manuskripte der Bodleian Library katalogisierte. Diese Arbeit weckte in ihm das Interesse für das Synoptische Problem und die Fragen der Textkritik des Neuen Testaments. Er veröffentlichte ein sehr nützliches Handbuch The Text of the New Testament (1900). Ungefähr 60 Jahre später beschreibt Stephen Neill die sechste Ausgabe von 1928 als „immer noch die beste kurze Einführung zur Textkritik des Neuen Testaments, die es in irgendeiner Sprache gibt“.
Es war aller Wahrscheinlichkeit nach Frederick Cornwallis Conybeare (1856–1924), Mitglied des University College in Oxford, der Lakes Entwicklung maßgeblich beeinflusst hat. Conybeare führte Lake in die Geheimnisse und Probleme der Paläographie und der Textkritik des Neuen Testaments ein.

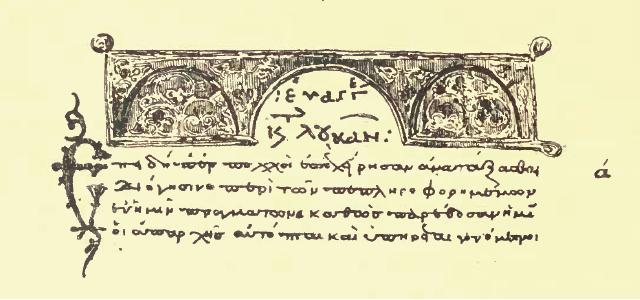
Codex Basiliensis A.N.IV.2, Lukas 1,1-2 dessen Text Lake 1902 veröffentlichte, zusammen mit anderen Lesarten der Familie 1.

Lakes paläographische Interessen führten dazu, dass er nach mehr Manuskripten suchte. 1898 reiste er zu den Bibliotheken in Basel, Venedig und Rom. Die Früchte dieser Reise veröffentlichte er 1902 in Codex 1 of the Gospels and Its Allies (1902). Lake hatte eine Textfamilie von neutestamentlichen Manuskripten entdeckt, die heute als Familie 1 oder als Lake Gruppe bezeichnet wird. Zu dieser Familie gehören die Minuskelhandschriften 1, 118, 131 und 209. In den Sommern 1899 und 1903 (und später weiteren) unternahm er Reisen auf der Suche nach Manuskripten zu den griechischen Klöstern auf dem Athos. Er veröffentlichte 1903, 1905 und 1907 Ausgaben mehrerer Manuskripte, die er dort aufgestöbert hatte, einen Katalog aller untersuchten Manuskripte und sogar eine Geschichte der Klöster selbst 1909. 1902 gewann er den Arnold Essay Preis der Oxford University für seine Studie The Greek Monasteries in South Italy, die in vier Folgen im Journal of Theological Studies, Band 4 und 5 veröffentlicht wurde.
Am 10. November 1903 heiratete er Helen Courthope Forman (* 1874; † 22. Oktober 1958), die Tochter von Freda Gardiner und Sidney Mills Forman, einem Geschäftsmann aus Newcastle upon Tyne in Northumberland. Sie hatten zwei Kinder, Gerard Anthony Christian Kirsopp Lake (* 27. Dezember 1904; † 3. September 1972) und Agnes Freda Isabel Kirsopp Lake (31. Juli 1909; † 3. November 1993). Es war während dieser späteren Jahre seiner Amtszeit, als Lake anfing, die Lehren der Kirche anzuzweifeln und mehr in historischen und exegetischen Zusammenhängen dachte als in theologischer oder klerikaler Richtung. Sein Sohn berichtete, dass sein Vater an den Wendepunkt seines Glaubens an die Kirche kam, als sein Vikar vorschlug, dass in Vespergottesdiensten für einen Mr. Brown gebetet werden sollte, denn der Arzt hatte gerade verlauten lassen, dass es für ihn keine Hoffnung gibt. Diese Geschichte erscheint nicht eindeutig, aber sie zeigt seine Sichtweise an. Seine Tochter Agnes war da etwas direkter und benutzte das Wort „Häresie“. Diese Denkweise kann auch in der Familie verbreitet gewesen sein, denn Lake sagte Alfred North Whitehead 1922, dass sein Vater, der Arzt, als er gefragt wurde, was er meistens getan hat in seinem Leben, um das menschliche Leiden zu mildern antwortete „Anästhesie und die Zerstörung der christlichen Theologie“.

## Professor in Leiden

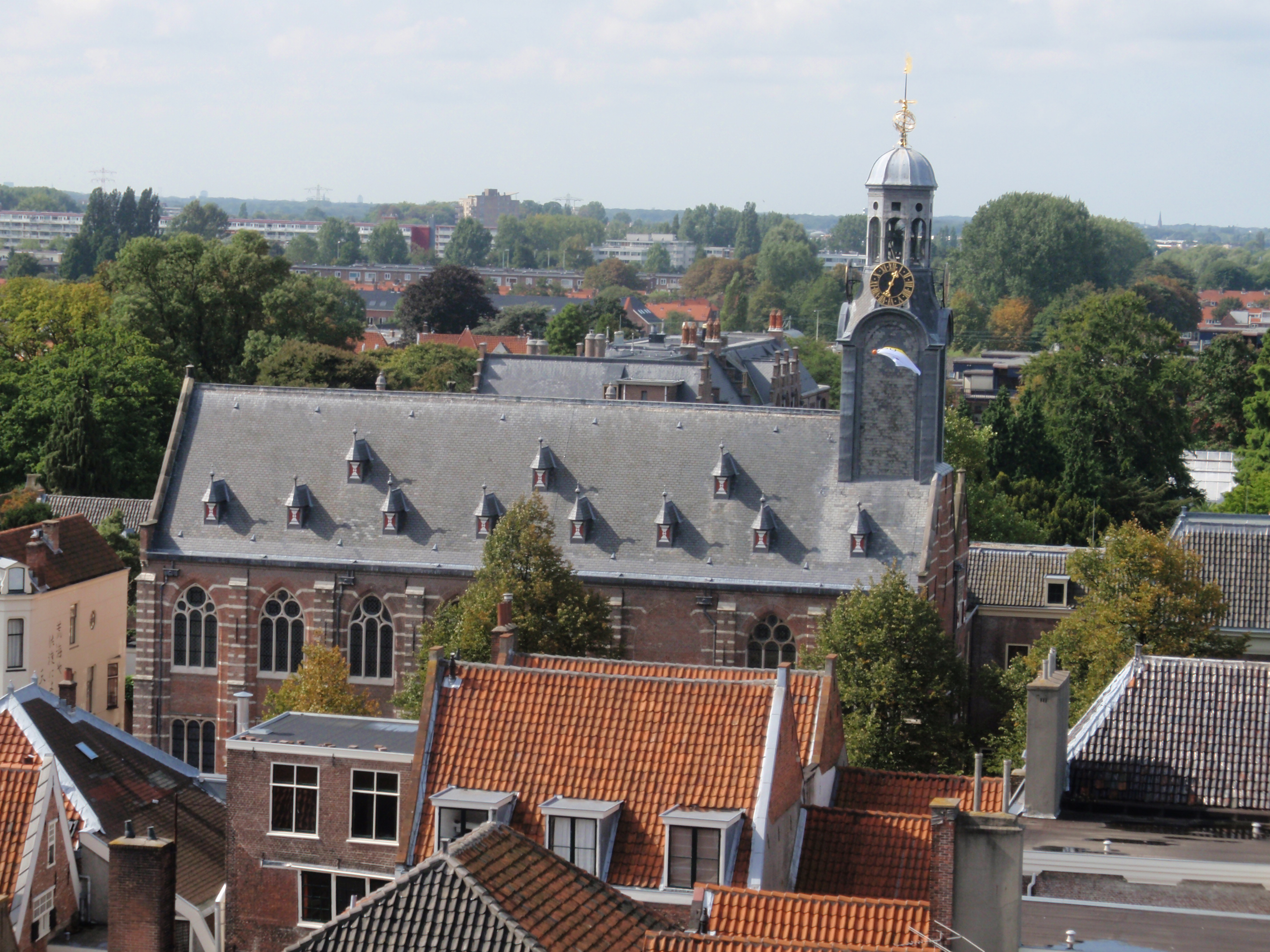
Akademiegebäude der Universität Leiden, wo Lake von 1904 bis 1914 Professor war.

In Übereinstimmung mit diesen neuen Interessen und Aktivitäten nahm Lake 1903 einen Ruf als ordentlicher Professor für neutestamentliche Exegese an der Universität Leiden an, der ältesten Universität der Niederlande. Er lehrte dort für zehn Jahre von 1904 bis 1914. Seine Antrittsvorlesung war auf Englisch und lautete The Influence of Textual Criticism on the Exegesis of the New Testament. Am Ende der Vorlesung schaute er seine Studenten an und sagte „Es tut mir sehr leid, dass ich für ein paar Monate von meiner Unfähigkeit eure Sprache zu benutzen gehindert bin, aber ich hoffe, dass ich bis nächsten September in der Lage bin auf Niederländisch zu lehren, zumindest teilweise, obwohl es vielleicht nötig ist mich für häufige Sprachfehler und unvollkommene Aussprache zu entschuldigen.“ Er hielt sein Versprechen und lernte schnell auf Niederländisch zu lesen. Die Vorlesung wurde 1904 veröffentlicht und erwies sich als eine bahnbrechende Studie, obwohl Elliott notierte: „Es dauerte fast ein Jahrhundert für seine allgemeine These, dass Textvarianten unschätzbare Quellen zum Studium der Geschichte der Kirche sind, bis sie Früchte trug.“
Zusätzlich zu seiner Antrittsvorlesung veröffentlichte er zwei wichtige Bücher über historische und exegetische Fragen des Neuen Testaments in Leiden: The Historical Evidence for the Resurrection of Jesus Christ (1907) und The Earlier Epistles of St. Paul: Their Motive and Origin (1911). Bruce M. Metzger erklärt: „Diese Studien, besonders die letztere zeigten Lakes Fähigkeit zur Analyse und Darlegung komplexer historischer und literarischer Sachverhalte und die Fähigkeit die Rekonstruktionen der Gelehrten mit Klarheit und einer gewissen Überzeugungskraft voranzubringen.“ In dem Werk Historical Evidence setzt Lake seine Vorgehensweise fort: „Die erste Aufgabe des historischen Forschers ist die Beweisstücke zu sammeln. Die zweite ist die Glaubwürdigkeit und die Bedeutung jedes einzelnen Beweises zu diskutieren und die dritte Aufgabe ist die Ereignisse zu rekonstruieren, auf die sich die Beweise beziehen.“(S. 6) Zur Rekonstruktion sagt er: "In jedem solchen Versuch sollte man sich erinnern, dass die Rekonstruktion einer ursprünglichen Form der Tradition aus späteren Formen und aus widersprüchlichen Inhalten genau nach den gleichen Prinzipien zu geschehen hat, wie die Rekonstruktion eines originalen Textes aus einer Anzahl von existierenden Manuskripten. In jedem Fall ist das fundamentale Problem die Zurückschiebung der Entwicklungslinie, der die verschiedenen Autoritäten gefolgt sind und die Lösung hängt hauptsächlich davon ab, dass die Fehler der Überlieferung erkannt und der Grund für ihre Existenz erklärt wird.(S. 167) Zur Schrift The Earlier Epistles schreibt Stephen Neill: „Ich glaube, dass diejenigen von uns, die Lake in jungen Jahren gelesen haben, geneigt sind zu denken, dass dieses eines der besten Bücher über das Neue Testament ist, das jemals in der englischen Sprache geschrieben wurde. Genau so sollte es gemacht werden. Unter Lakes qualifizierter Anleitung fühlen wir uns verbunden mit diesen neuen und bedrohten Gruppen von Christen, in all der Ratlosigkeit was es bedeutet ein Christ in einer nichtchristlichen Welt zu sein. Und da ist der Apostel, so sehr in Arbeitskleidung und ohne Heiligenschein. Wir spüren im Innersten die leidenschaftliche Neugier des Paulus auf bessere Neuigkeiten aus Korinth und die die leidenschaftliche Erleichterung, wenn die gute Neuigkeit ankommt.“ Das Buch brachte die Ergebnisse der deutschen Religionsgeschichtlichen Schule der englischsprachigen Welt zum ersten Mal zu Ohren und alle weitere Forschung am Neuen Testament wurde von diesem Buch beeinflusst.

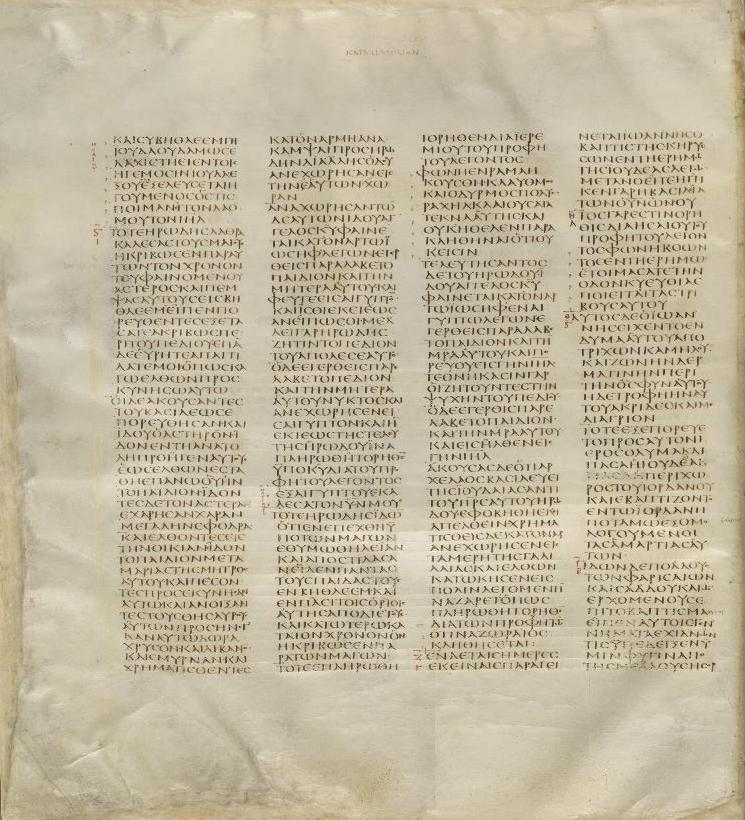
Codex Sinaiticus (Mt 2,5-3,7), von dem Lake 1911 und 1922 ein Faksimile herausbrachte.

Entsprechend dem zweiten Teil seiner Professur produzierte Lake eine Anzahl von Werken über die frühe christliche Literatur. Er war ein Mitglied eines speziellen Komitees der Oxford Society of Historical Theology und wurde beauftragt, den Text des Neuen Testaments zu erforschen, wie er bei den apostolischen Vätern überliefert wurde. Speziell war er für die Didache zuständig. Die Ergebnisse wurden 1905 publiziert. Für die Loeb Classical Library Serie bereitete er eine neue Ausgabe der griechischen Texte der apostolischen Väter vor, die im Einklang mit der Serie ausgestattet wurde mit einer gegenübergestellten englischen Übersetzung und einer kleinen Einführung. Das fertige Werk wurde in den zwei Bänden Nr. 24 und 25 in den Jahren 1912 und 1913 veröffentlicht. Im Sommer 1908 reiste er mit seiner ersten Frau Helen zur Russischen Nationalbibliothek in St. Petersburg und fotografierte den außerordentlich wichtigen Codex Sinaiticus und brachte dann 1911 das Neue Testament als Faksimile heraus, zusammen mit dem Barnabasbrief und dem Hirten des Hermas. Nach einem weiteren Besuch der Bibliothek 1913 folgte das Alte Testament im Jahr 1922. Diese Bände waren ausgestattet mit wertvollen Einführungen und galten als eine Verbesserung gegenüber den früheren Ausgaben von Konstantin von Tischendorf.
1913 war Lake ein favorisierter Kandidat für Vorlesungen in Theologie am Trinity College in Cambridge, aber seine unorthodoxen Sichtweisen hatten sich bis zum Meister des Trinity College Henry Montagu Butler (1833–1918) herumgesprochen und in der Konsequenz ging die Kandidatur an Frederick Tennant. Früh im Jahr 1914 versuchten einige seiner Freunde eine Berufung als Kanoniker an der Westminster Abbey zu sichern, aber der Prime Minister H. H. Asquith las Lakes Werk Historical Evidence und entschied, dass er ihn nicht nominieren könnte. Wie sein Freund H. D. A. Major erklärte, wäre Lake gerne in England geblieben, aber in seiner intellektuelle Eigenheit in Kombination mit seiner Furchtlosigkeit sie auszusprechen, war er weder ein „sicherer Kandidat“, noch ein „Ja-Sager“, ein Umstand der sich negativ in akademischen wie in kirchlichen Kreisen auswirkte.

## Die Jahre in Harvard

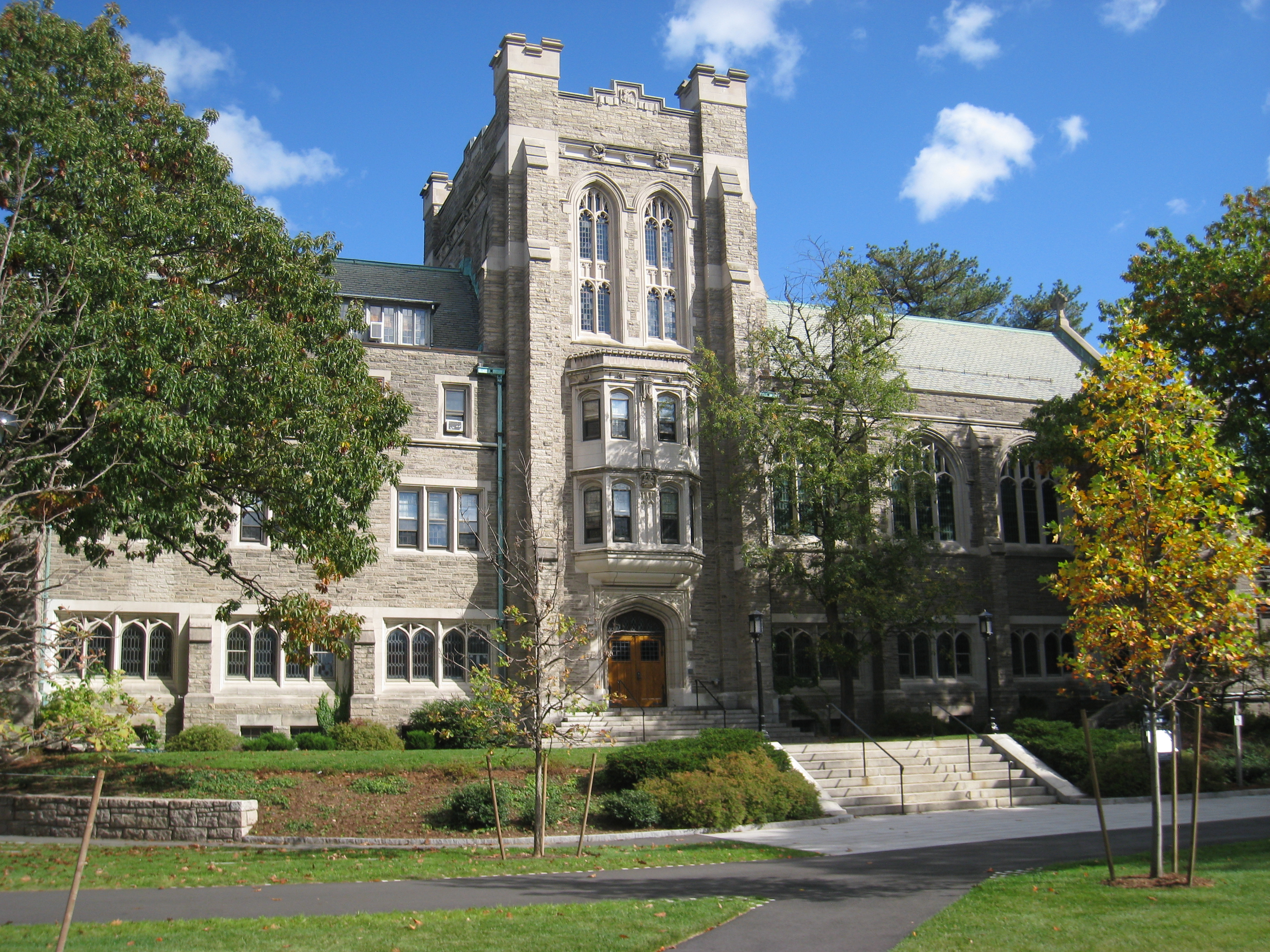
Harvard Divinity School, Andover Hall, hier war Lake von 1914 bis 1932 Professor

Im Herbst 1913 reiste Lake in die Vereinigten Staaten, um für ein Jahr an der Episcopal Divinity School in Cambridge, Massachusetts zu lehren und um die Lowell Vorlesungen in Boston zu halten. Gerade als er wieder nach Europa abreisen wollte, wurde ihm eine Position an der Harvard Divinity School angeboten, die er annahm. In der Ankündigung seiner Beschäftigung wurde berichtet: „Er kommt nicht, weil es eine besondere Lücke zu füllen gibt, sondern rein weil seine Fachkompetenz die Lehre in Harward stärken wird.“ Von 1914 bis 1919 war er Professor für frühe christliche Literatur. 1919 wurde er als Nachfolger des emeritierten Ephraim Emerton (1851–1935) Winn Professor auf dem Lehrstuhl für Kirchengeschichte, den er bis 1932 innehielt. Von 1915 bis 1919 war er auch Dozent für Neues Testament am Union Theological Seminary in New York City.
Solange er in Harward war, arbeitete Lake an seinem monumentalen fünfbändigen Werk The Beginnings of Christianity. Beginnings war ein Projekt, das seinen Ursprung hatte in Unterredungen mit F. J. Foakes-Jackson schon zu seiner Zeit in Leiden, irgendwann vor dem Jahr 1912 (Bd. V, S. vii). Es hatte das Ziel untersucht „dass das Christentum im ersten Jahrhundert eine Synthese aus griechisch-orientalischen Religionen und der jüdischen Religion im Römischen Reich erreichte. Die Predigt der Buße und des Reiches Gottes, die von Jesus begonnen wurde, ging über in den sakramentalen Kult des Jesus Christus, den Herren. Aber die Details sind komplex und verborgen. Was waren genau die Elemente dieser Synthese? Wie wurde sie ausgelöst?“ (Vol. 1, S. vii) Das Unternehmen begann an der University of Cambridge in der Form eines Seminars unter der Führung von Francis Crawford Burkitt (1864–1935). Es war hauptsächlich besucht von Gelehrten der verschiedensten Richtungen, nicht nur der theologischen, sondern auch der historischen, klassischen, mathematischen und orientalischen. Lake kam häufig auf Besuch von Leiden und die Vereinigten Staaten und Kanada waren nicht unterrepräsentiert.(Bd. V, S. vii) Es wurde ein großes Projekt. Die fünf Bände, die letztlich veröffentlicht wurden, umfassen nur „Teil 1“. Wie sie erklären: „Bevor wir jedoch versuchen, diese Geschichte rekonstruieren zu können, hielten wir es für nötig, die Apostelgeschichte im Licht der modernen Bibelkritik zu studieren … Später hoffen wir auf das Thema zurückkommen zu können und die Erzählungen des Lebens Jesu, den Einfluß der Kirche auf seine Lehre und die Lehre anderer über ihn überdenken zu können.“(Bd II, S. v) Wie sich herausstellte waren sie nie in der Lage ‚zum Thema zurückzukommen‘ und das Projekt abzuschließen. In der Summe ist The Beginnings of Christianity ein monumentales Werk, die ausführlichste Untersuchung eines Buchs des Neuen Testaments in der englischsprachigen Gelehrtenwelt, schreibt William Baird.(vgl. Vol. V, S. ix).
Während seiner ersten Jahre an Harvard blieb er in Kontakt mit The Churchmen’s Union, einer anglikanischen Gesellschaft zur Unterstützung von liberalem religiösen Gedankengut. Er und Foakes-Jackson unterstützten H. D. A. Major bei der Organisation einer Konferenz moderner Kirchenleute (die es bis heute gibt). Die erste wurde abgehalten in Ripon, Yorkshire am 3.–6. Juli 1914. Foakes-Jackson und Lake attackierten den liberalen Protestantismus. Lake sagte, dass die Aufgabe des liberalen Christen nicht darin besteht, zurück zu den ererbten katholischen Lehren zu gehen, sondern sie anzuwenden und zu erweitern, denn wir sehen, dass sie im Ende wahr sind, solange sie nicht beschränkt werden. Die berühmteste dieser Konferenzen fand im Girton College in Cambridge am 8.–15. August 1921 statt. Ihr Thema war Christus und die Glaubensbekenntnisse und war geplant als Antwort auf den ersten Band von Lakes The Beginnings of Christianity. Lake nahm nicht teil, so war es Foakes-Jackson vorbehalten, ihre Position zu verteidigen. Er erklärte, dass er und Lake glaubten, dass der Jesus, den die frühe Kirche predigte, keine „Figur mit einem einzigartigen Charme und Schönheit während seines Lebens auf der Erde war, sondern ein auferstandener Heiland sei, dessen schnelle Rückkehr zum Endgericht der Lebendigen und der Toten erwartet wurde.“ Liberale Protestanten, so argumentierte er, predigten einen Christus, der keine historische Grundlage hatte. Von 1915 bis 1931 war Lake einer der Vizepräsidenten der Vereinigung, jedoch nach 1927 grenzte er sich gegen den englischen Modernismus ab und 1932 ließ er seinen Namen von der Liste der Vizepräsidenten streichen.
1932 verursachten Lakes persönliche Affären einen ziemlichen Skandal. Am 18. August 1932 erreichte Lake in Reno die Scheidung von seiner ersten Frau Helen, von der er fünf Jahre getrennt war. Am 16. Dezember 1932 heiratete er seine frühere Studentin und Mitarbeiterin Silva Tipple New (* 18. März 1898; † 30. April 1983). Sie war 26 Jahre jünger, verheiratet und hatte vier Kinder. Sie hatten ein gemeinsames Kind, John Anthony Kirsopp (* 13. Juni 1928). Zu der Zeit war Silva Professorin für Klassische Philologie am Bryn Mawr College und eine anerkannte Gelehrte in ihrem Gebiet. Sie arbeitete ihr gesamtes restliches Leben zusammen mit Lake. Die Scheidung verursachte so einen Aufruhr, dass Lake dazu gezwungen wurde, seinen Winn Lehrstuhl am 28. September 1932 aufzugeben. Er wurde stattdessen Professor für Geschichte am Harvard College, eine Position, die er bis zu seiner Emeritierung 1938 beibehielt. Ihr wahrscheinlich bedeutendstes Projekt war eine großartige Serie von zehn großen Alben mit Faksimiles unter dem Titel Dated Greek Minuscule Manuscripts to the Year 1200 (1934–1939). Diese Zusammenstellung von Reproduktionen von Manuskripten waren nach den Aufbewahrungsorten sortiert und enthielten Fotografien von ungefähr 400 Manuskripten. Es waren wichtige Veröffentlichungen, denn sie ermutigte Gelehrte über die gut bekannten Manuskripte hinauszusehen und den Wert zu erkennen, den eine umfassende Bandbreite von Textvarianten bei jeder Ausgabe des griechischen Texts darstellt. Zusammen begründeten sie 1934 eine Monographiereihe unter dem Titel Studies and Documents und sie trug 1941 einen wertvollen Band bei über Family 13 (The Ferrar Group), eine andere Familie von neutestamentlichen Manuskripten.
Während der 23 Jahren in Harvard hielt er fortlaufend eine sehr beliebte Vorlesung The English Bible, inoffiziell bekannt als English 35. Als der die Vorlesung zum ersten Mal hielt, hatte der Kurs weniger als 40 Studenten, während seine letzte Vorlesung über 250 hatte, ein Wachstum von 625 %, wie der Harvard Crimson hinausposaunte, als angekündigt wurde, dass seine letzte Vorlesung am 16. Dezember 1937 sein sollte. Sein Buch An Introduction to the New Testament von 1937 ist ein Skelett dieser Vorlesung. Jedoch gibt es nicht das Fleisch wieder, das vom Dozenten diesem Skelett beigegeben wurde.(S. ix). Es war natürlich das Fleisch, das den Kurs so interessant machte, durch seine lebendige Vorstellung und Witz. Er selbst erklärte: „Das wichtigste Ding im Leben eines Lehrers ist nicht das Wissen über Fakten kundzutun, die viel besser in Büchern gefunden werden können, sondern eine neue Generation zu ermutigen standhaft an ihrer Vision festzuhalten und ihre eigenen Probleme in Lichte dieser Vision zu sehen, kontrolliert und begleitet von einem Verständnis für das was die Vergangenheit gemacht hat oder nicht gemacht hat.“(Paul, His Heritage and Legacy, 1934, S. xii) Es scheint gewirkt zu haben bei James Luther Adams (1901–1994), einem seiner Studenten von 1924 bis 1927, denn er erinnert sich: „Es war sein besonderes Interesse historische Figuren lebendig zu machen, so dass wir ihre Bedeutung heute erkennen können und nicht nur sie zu studieren wie so viele Dinge aus einer toten Vergangenheit.“ „Eines erkannten wir alle in Kirsopp Lake“, schreibt Adams, „dass er eine Vorstellungsgabe hatte wie ein Sherlock Holmes. Er nahm ein fast kindliches Interesse beim Ausgraben unterschiedlicher Antworten zu historischen Fragen … Studenten, die sich selbst als vollkommen säkularisiert betrachteten und resistent gegen allen ‚religiösen Unsinn‘ besuchten seine Vorlesungen und hörten wie er in der Öffentlichkeit tief in die biblischen Konzepte einstieg, in dem er seinen Ausgangspunkt bei etwas völlig imaginärem wie in einem der Gleichnisse nahm und dann damit völlig abhob, um damit zu fliegen. Die Studenten nannten diese Kurse ‚Kirsopps Fabeln‘“.

### Archäologische Expeditionen

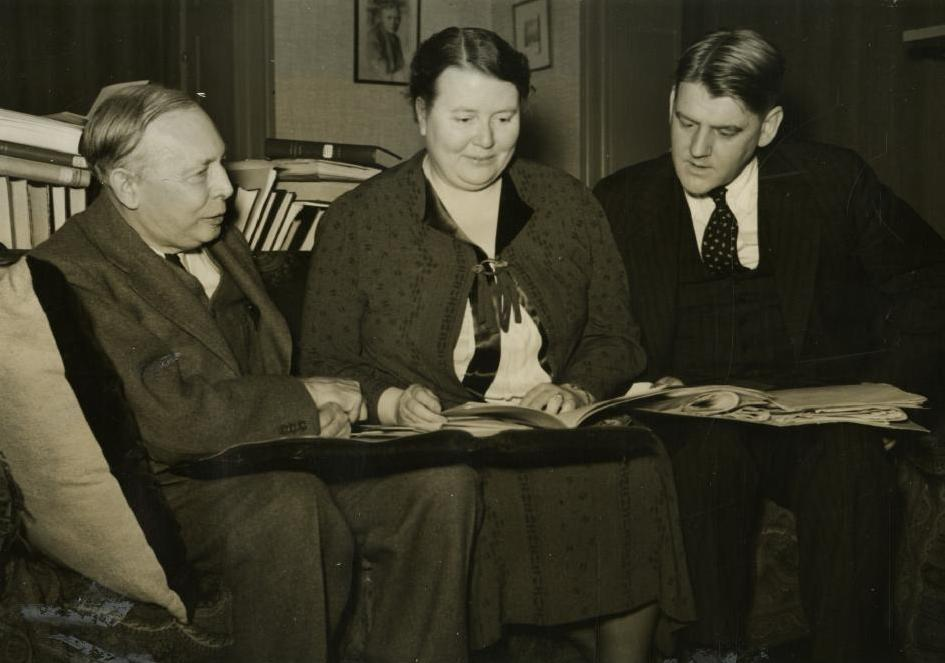
Kirsopp und Silva Lake mit Robert Pierce Casey vor der Van-Expedition, 1938.

In späteren Jahren war Lake immer mehr an archäologischen Expeditionen beteiligt. Er hatte bemerkenswerte Fähigkeiten als Organisator und eine verblüffende Gabe, das nötige Geld aufzutreiben, um seine verschiedenen Unternehmungen zu finanzieren. Im Frühjahr 1927 reiste er mit Robert P. Blake zum Katharinenkloster auf dem Sinai, um biblische Manuskripte zu studieren. Während sie durch Kairo kamen, trafen sie den Ägyptologen Alan Gardiner, der ihnen vorschlug, dass sie auf dem Rückweg bei Serabit el-Chadim anhalten sollten, das in der Nachbarschaft des Klosters lag, um einige zuvor entdeckte Inschriften in einer protosinaitischen Schrift zu lokalisieren. Wie Lake in seinem Rechenschaftsbericht bemerkte „sollte angemerkt werden, dass ‚in der Nachbarschaft‘ ein relativer Begriff ist, denn ausgedrückt in Zeit und nicht in Entfernung war das Kloster ungefähr so weit von Serabit wie New York von San Francisco.“ Nach einer Reise von einer Woche auf Kamelen konnten sie den Ort und die Inschriften finden und zusätzlich zwei weitere, die zuvor nicht bekannt waren. Die Ergebnisse wurden 1928 veröffentlicht. Lake kam 1930 noch einmal her, um den Ort zu untersuchen, genauso wie den damit zusammenhängenden Hathortempel, dieses mal begleitet von Silva, seiner zukünftigen zweiten Frau, zu dieser Zeit eine Mitarbeiterin von Guggenheim, die die Fotografien machte. Die Ergebnisse wurden 1932 veröffentlicht. Eine letzte Reise machte er 1935, unglücklicherweise wurde er dabei verletzt. Er erlitt innere Verletzungen bei dem Zusammenstoß mit einem Kamel, aber er setzte die Reise fort und wurde auf einer Trage zum Gipfel des Bergs getragen. Nachdem er den Beginn der Ausgrabung beaufsichtigte, verschlechterte sich sein Zustand und er wurde mit seiner Frau eilig nach Jerusalem gebracht für medizinische Hilfe.
1929 trat Lake an John W. Crowfoot heran an die British School of Archaeology in Jerusalem (BSAJ) wegen einer gemeinsamen Ausgrabung von Samarien zusammen mit einem anderen Institut, um die frühere Ausgrabung von George Andrew Reisner von Harvard zu vervollständigen. Die neue Ausgrabung begann 1930 und Lake war dort für vier Grabungsperioden von 1931–1934, wiederum begleitet von Silva und Blake. Das gemeinsam Team schloss Eleasar Sukenik von der Hebräischen Universität Jerusalem und Kathleen Kenyon von BSAJ mit ein. Die Ausgrabung brachte viele wichtige Ergebnisse. Im Bezug auf die Annehmlichkeiten im Camp berichtet Kenyon, dass, obwohl sie einen Hotelkoch und palästinensische Bedienstete für die Wäscherei dabei hatten, das Personal der Expedition in Zelten lebte und auf Feldbetten schlief und dass das soziale Leben der Ausgräber darin bestand am Ende des Tages Cocktails zu trinken, Bridge zu spielen und 1933 auch Jazzplatten zu hören. 1938–1939 bekam Lake zusammen mit Silva und Robert Pierce Casey von der Brown University die Erlaubnis, eine kleine Ausgrabung der Festung Van im türkischen Armenien zu machen. Er brauchte 15 Jahre für die Erlaubnis der türkischen Regierung, um die Expedition zu machen. Er erzählte der Presse, dass bis 1937 die wilden Stämme Türkisch-Armeniens, die Kurden, für die Regierung noch nicht genügend befriedet waren, um diese Reise zu empfehlen. Die Details der Expedition wurden 1939 veröffentlicht.

## Lehraufträge, Mitgliedschaften und Ehrungen
Zusätzlich zu den Lowell-Vorlesungen, die er 1913 am Lowell Institute und an der King’s Chapel in Boston hielt, war er Haskell-Dozent am Oberlin College 1919, Ingersoll-Dozent an der Harvard-Universität 1922, Ichabod-Spenzer-Dozent am Union College Schenectady 1923 und Flexner Dozent am Bryn Mawr College 1932. Lake war für zwei Semester Präsident der Society of Biblical Literature. Er war gewähltes Mitglied der American Academy of Arts and Sciences (1915), ein korrespondierendes Mitglied der Preußischen Akademie der Wissenschaften und 1941 Ehrenmitglied des Lincoln College in Oxford. Er bekam Ehrendoktorwürden von der University of St Andrews 1911, von der Universität Leiden 1922, von der University of Michigan 1926 und von der Ruprecht-Karls-Universität Heidelberg 1936. 1936 erhielt er die Burkitt-Medaille für biblische Studien der British Academy. Lake war ein Freimaurer und eine treibende Kraft bei der Gründung der Harvard Loge AF & AM am 18. Mai 1922, die erste akademische Freimaurerloge im Land und war dort ‚Chaplain‘
Seine Freizeitbeschäftigungen waren Golf, Schach und Croquet. Lake starb durch Herzinfarkt in seinem Haus. Er wurde begraben auf dem Glen Haven Memorial Park, San Fernando in Kalifornien.
Lakes Tochter Agnes Kirsopp Lake Michels war klassische Philologin und Religionswissenschaftlerin. In späteren Jahren beschrieb sie den Einfluss, den er auf ihr Leben hatte:
„Meine allgemeinen Interessen sollten hauptsächlich meinem Vater zuzuschreiben sein, der ein neutestamentlicher Wissenschaftler war mit einer klassischen Erziehung und einer leidenschaftlichen Liebe für das Schöne. Er erzählte mir die Geschichten der Klassik und lange bevor ich es verstehen konnte, las er mir vor aus einer seltsamen Auswahl von Browning und der Bibel, Swinburne, Tennyson und Josephus. Seine Einstellung zu seiner eigenen Arbeit erweckten in mir den Eindruck von Wissenschaft als einer Öffnung für die Welt der Abenteuer, nicht als Rückzug von der Wirklichkeit.“
Sein Enkel Anthony Lake ist ein Diplomat.

## Werke
- The Text of the New Testament (Oxford Church Text Books). Rivingtons, London 1900 (Digitalisat; 2. Auflage 1902: Digitalisat; 4. Auflage 1908: Digitalisat; 6. Auflage 1928, überarbeitet von Silva New).
- Codex 1 of the Gospels and Its Allies (= Text and Studies. Band 7). Cambridge University Press, Cambridge 1902 (Digitalisat).
- Texts from Mount Athos (= Studia Biblica et Ecclesiastica. Band 5). Clarendon Press, Oxford 1903, S. 89–185 (Digitalisat).
- The Greek Monasteries in South Italy. In: Journal of Theological Studies. Band 4, Nummer 15, 1903, S. 345–368 (Digitalisat); Band 4, Nummer 16, 1903, S. 517–542 (Digitalisat); Band 5, Nummer 17, S. 22–41 (Digitalisat); Band 5, Nummer 18, S. 189–202 (Digitalisat).
- The Influence of Textual Criticism on the Exegesis of the New Testament.  An Inaugural Lecture delivered before the University of Leiden, on January 27, 1904. Parker and Sons, Oxford 1904.
- Facsimiles of the Athos Fragments of Codex H of the Pauline Epistles. Photographed and deciphered by Kirsopp Lake. Clarendon Press, Oxford 1905.
- Facsimiles of the Athos Fragments of the Shepherd of Hermas. Clarendon Press, Oxford 1907 (Digitalisat).
- The Historical Evidence for the Resurrection of Jesus Christ. Williams & Norgate, London 1907 (Digitalisat).
- The Early Days of Monasticism on Mount Athos. Clarendon Press, Oxford 1909 (Digitalisat).
- The Earlier Epistles of St. Paul: Their Motive and Origin. Rivingtons, London 1911 (Digitalisat).
- Codex Sinaiticus Petropolitanus: The New Testament, the Epistle of Barnabas and the Shepherd of Hermas preserved in the Imperial Library of St. Petersburg. Now reproduced in facsimile from photographs by Helen and Kirsopp Lake, with a description and introduction to the history of the Codex by Kirsopp Lake. Clarendon Press, Oxford 1911 (Digitalisat).
- The Apostolic Fathers. Herausgegeben und übersetzt von Kirsopp Lake (Loeb Classical Library). 2 Bände, Heinemann, London 1912–1913 (Digitalisate: Band 1; Band 2).
- The Stewardship of Faith: Our Heritage from Early Christianity. Lowell Lectures 1913–1914. Putnam, New York 1915 (Digitalisat).
- Landmarks in the History of Early Christianity. Macmillan, London 1920 (Digitalisat; US-amerikanische Ausgabe mit anderer Paginierung: Digitalisat).
- als Herausgeber mit F. J. Foakes-Jackson: The Beginnings of Christianity, Part I: The Acts of the Apostles. 5 Bände, Macmillan, London 1920–1933 (Band 1: Prolegomena I; Band 2: Prolegomena II; Band 3: The text of Acts; Band 4: English translation and commentary; Band 5: Additional notes to the commentary).
- Immortality and the Modern Mind. Ingersoll Lecture 1922. Harvard University Press, Cambridge (MA) 1922 (Digitalisat).
- Codex Sinaiticvs Petropolitanvs et Friderico-Avgvstanvs lipsiensis: The Old Testament preserved in the public library of Petrograd, in the library of the Society of ancient literature in Petrograd, and in the library of the University of Leipzig. Now reproduced in facsimile from photographs by Helen and Kirsopp Lake, with a description and introduction to the history of the Codex by Kirsopp Lake. Clarendon Press, Oxford 1922.
- The Religion of Yesterday and Tomorrow. Houghton Mifflin, Boston 1925.
- Eusebius, Ecclesiastical History. Translated by Kirsopp Lake (Loeb Classical Library). Band 1, Heinemann, London 1926.
- mit Robert P. Blake und Silva New: The Caesarean text of the Gospel of Mark. In: Harvard Theological Review. Band 21, 1928, S. 207–404.
- mit Silva New: Six Collations of New Testament Manuscripts (= Harvard Theological Studies. Band 17). Harvard University Press, Cambridge (MA) 1932.
- Paul: His Heritage and Legacy (= The Mary Flexner Lectures on the Humanities. Band 1). Oxford University Press, Oxford/New York 1934.
- als Herausgeber mit Silva Lake: Dated Greek Minuscule Manuscripts to the Year 1200 (= Monumenta palaeographica vetera. Serie 1). 10 Bände, The American Academy of Arts and Sciences, Boston 1934–1945 (Band 1: Manuscripts at Jerusalem, Patmos and Athens; Band 2: Manuscripts in Venice, Oxford and London; Band 3: Manuscripts in the monasteries of Mount Athos and in Milan; Band 4: Manuscripts in Paris Pt. 1; Band 5: Manuscripts in Paris Pt. 2, Oxford, Berlin, Vienna and Jerusalem; Band 6: Manuscripts in Moscow and Leningrad; Band 7: Manuscripts in Rome Pt. 1; Band 8: Manuscripts in Rome Pt. 2; Band 9: Manuscripts in Rome Pt. 3, in Messina, in Naples, and in London; Band 10: Manuscripts in Florence, Athens, Grottaferrata and the Meteora; Band 11: Index für Band 1–10]).
- mit Silva Lake: An Introduction to the New Testament. Harper & Brothers, New York 1937.
- mit Silva Lake: Family 13 (The Ferrar Group): The text according to Mark with a collation of Codex 28 of the Gospels (= Studies and Documents. Band 11). University of Pennsylvania Press, Philadelphia 1941.